# Emiliano Zapata, Veracruz
Emiliano Zapata là một đô thị thuộc bang Veracruz, México. Năm 2005, dân số của đô thị này là 49476 người.